# Burg Ermes
Die Burg Ermes (lettisch Ērģemes pils) ist die Ruine einer Ordensburg des Livländischen Ordens, gelegen auf einer kleinen Erhebung im Dorf Ērģeme im nordöstlichen Lettland.

## Geschichte
Vermutlich im 14. Jahrhundert vom Livländischen Orden erbaut (erste urkundliche Erwähnung 1323), war Ermes eine Beiburg von Burg Wenden und diente einerseits als Vorposten gegen das feindliche Bistum Dorpat und andererseits zur Sicherung eines wichtigen Straßenknotenpunktes. Im 15. Jahrhundert wurden dann umfangreiche Erweiterungsmaßnahmen durchgeführt. Während des Livländischen Krieges fand am 2. August 1560 in der Nähe die Schlacht von Ermes statt, welche mit einer entscheidenden Niederlage des Ordens und seiner Verbündeten gegen Russland endete. In dessen Verlauf wurde Philipp Schall von Bell, der letzte Landmarschall des Deutschen Ordens in Livland, von russischen Truppen gefangen genommen und in Moskau hingerichtet.

## Beschreibung
Die Burg besitzt eine für Kastellburgen typische quadratische Form mit einer Seitenlänge von ca. 69 m, umgeben von einer 2,20 m breiten Ringmauer. An der Nordwestecke stand ein Scharwachtturm, während sich an der Nordostecke ein runder Stubenturm mit einem Durchmesser von etwa 12,20 m befand. Mittig der westlichen Mauer steht ein halbrunder Turm (Ø 14 m) hervor, der 1733 noch bedacht war und in dessen Südseite das Haupttor mit Fallgitter eingebaut war. Diese beiden Türme waren bereits für den Einsatz von Kanonen ausgelegt. Mittig der östlichen Mauer lag ein weiteres Tor mit ca. 1,70 m Breite. An der Südseite sind in der Feldsteinmauer Schießluken mit Ziegeln eingefasst. Die Gebäude innerhalb der Burg bildeten nach allen Seiten eine gleichmäßige Reihe. Auf die für Ordensburgen üblichen Gemeinschaftsräume wurde zugunsten von kleinteiligen Söldnerquartieren und Lagerräumen verzichtet.
Heute sind alle Gebäude innerhalb der Ringmauer zerstört.

## Galerie

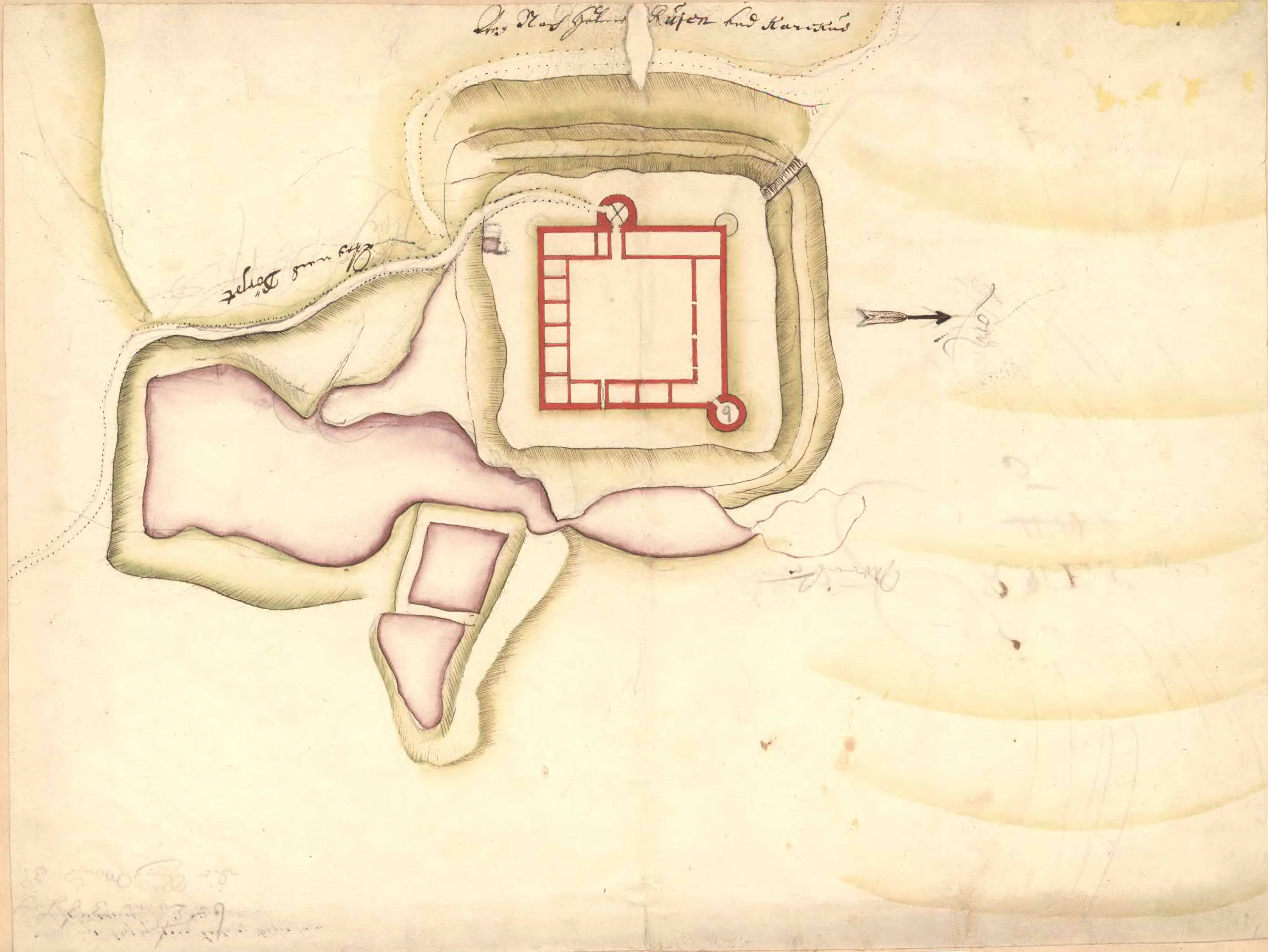
Grundriss der Burg aus dem 17. Jahrhundert
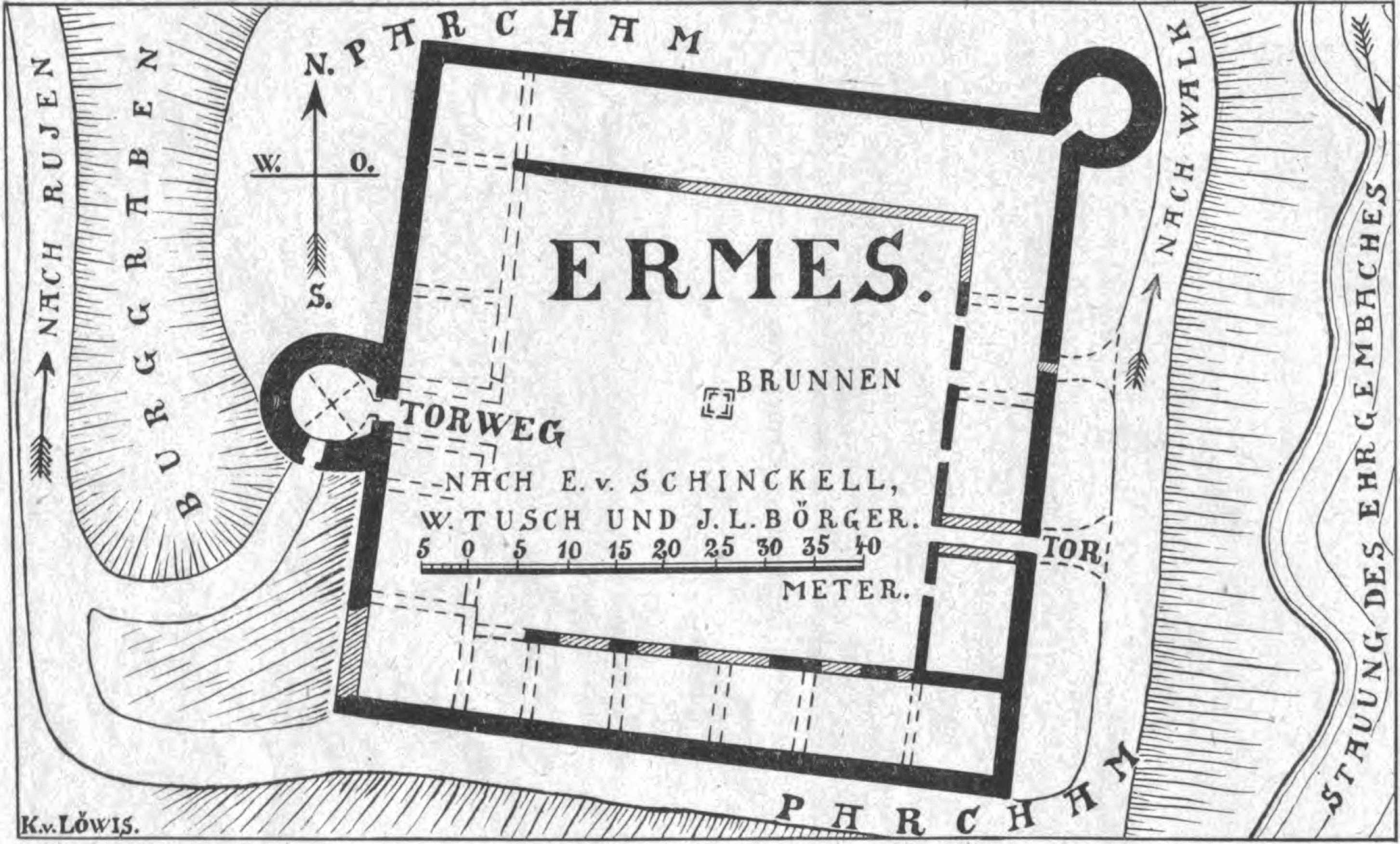
Grundriss der Burg aus dem frühen 20. Jahrhundert
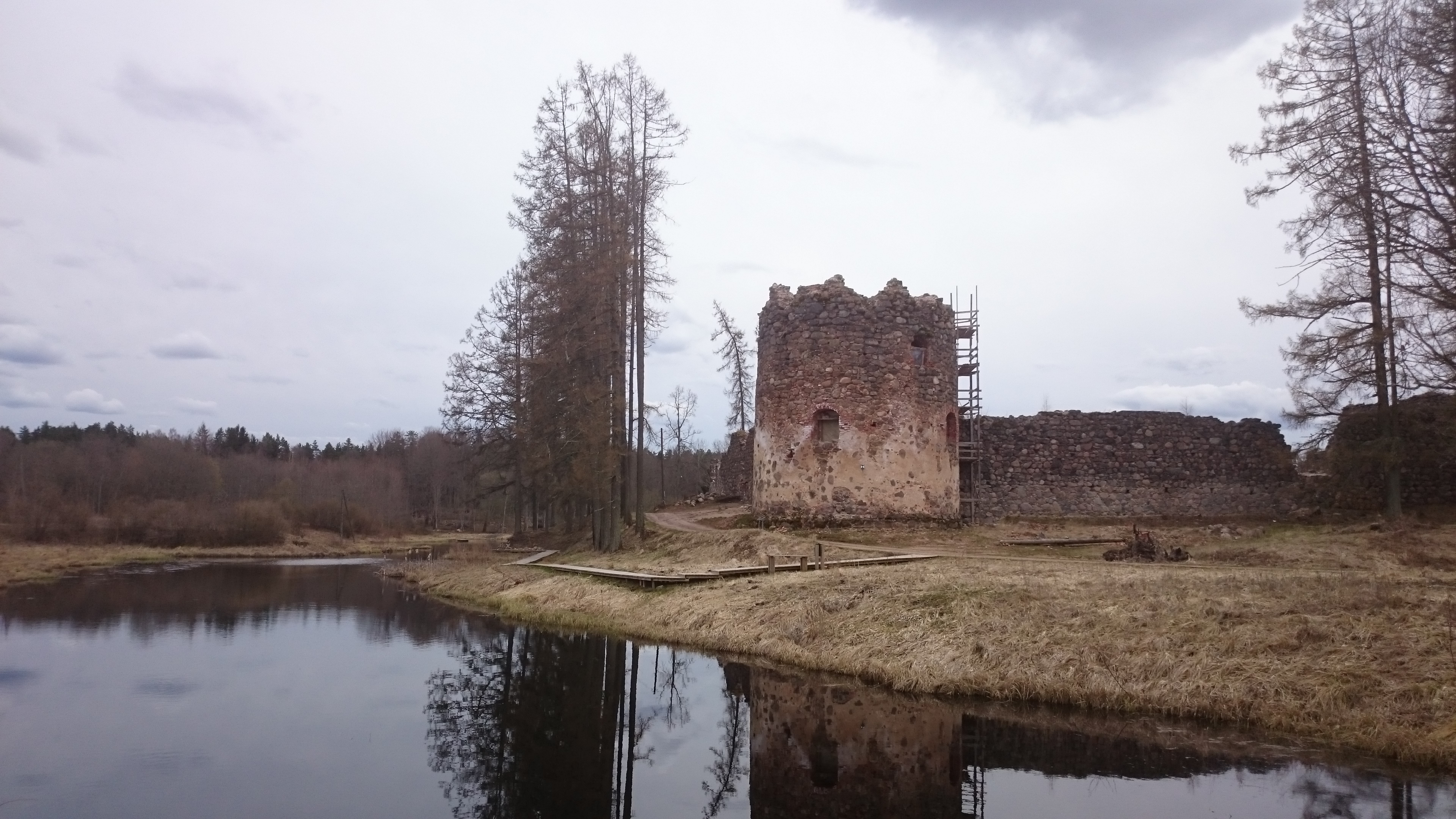
Kanonenturm vor der Sanierung (2017)
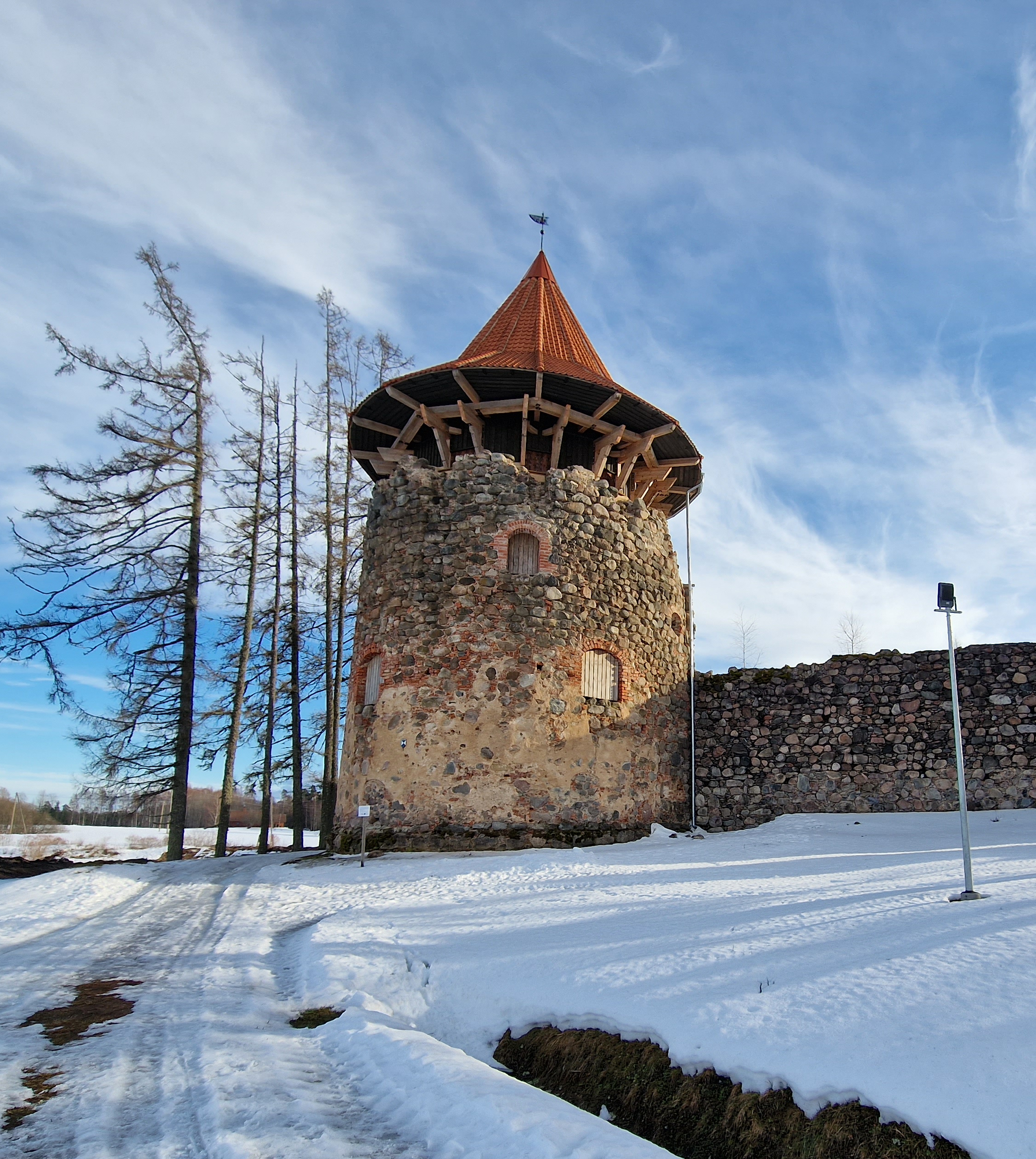
Kanonenturm nach der Sanierung mit Dach (2023)
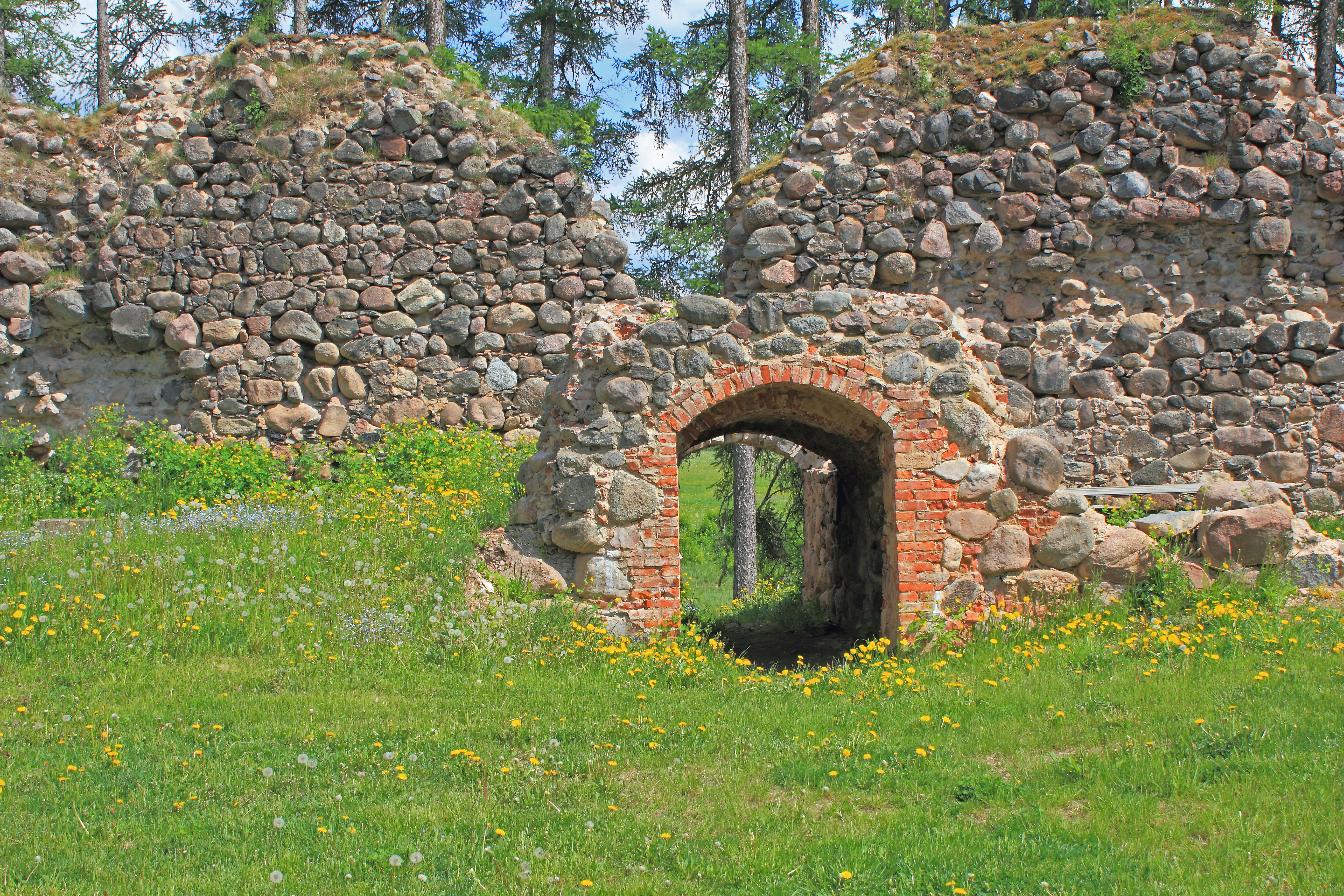
Erhaltenes östliches Tor